# 阿瓦查潘省
阿瓦查潘省（西班牙語：Departamento de Ahuachapán）是萨尔瓦多西部的一个省，首府阿瓦查潘。